# Clément Bayiha
Clément Bayiha (Yaoundé, 8 marzo 1999) è un calciatore canadese, difensore del Þór.

## Carriera

### Club
Il 31 gennaio 2022 si trasferisce all'HamKam, dopo essere rimasto svincolato dal CF Montréal.

### Nazionale
Nel 2018 ha preso parte con la nazionale canadese Under-20 al campionato nordamericano di calcio Under-20.

## Palmarès

### Competizioni nazionali
- Canadian Championship: 2

Montréal Impact: 2019, 2021